# Andy Moreno
Andy Yoan Moreno González (ur. 19 maja 1985) – kubański zapaśnik walczący w stylu wolnym. Brązowy medalista mistrzostw świata w 2007. Srebro na igrzyskach panamerykańskich w 2007. Dwa medale mistrzostw panamerykańskich, złoto w 2005. Siódmy w Pucharze Świata w 2015 roku.